# Copa da Escócia de 1972–73
A Copa da Escócia de 1972-73 foi a 88º edição do torneio mais antigo do futebol da Escócia. O campeão foi o Rangers F.C., que conquistou seu 20º título na história da competição ao vencer a final contra o Celtic F.C., pelo placar de 3 a 2.

## Premiação
| Copa da Escócia de 1972-73        |
| Escócia                           |
| --------------------------------- |
| Rangers F.C. Campeão (20º título) |